# Lhotse Merriam Hawk

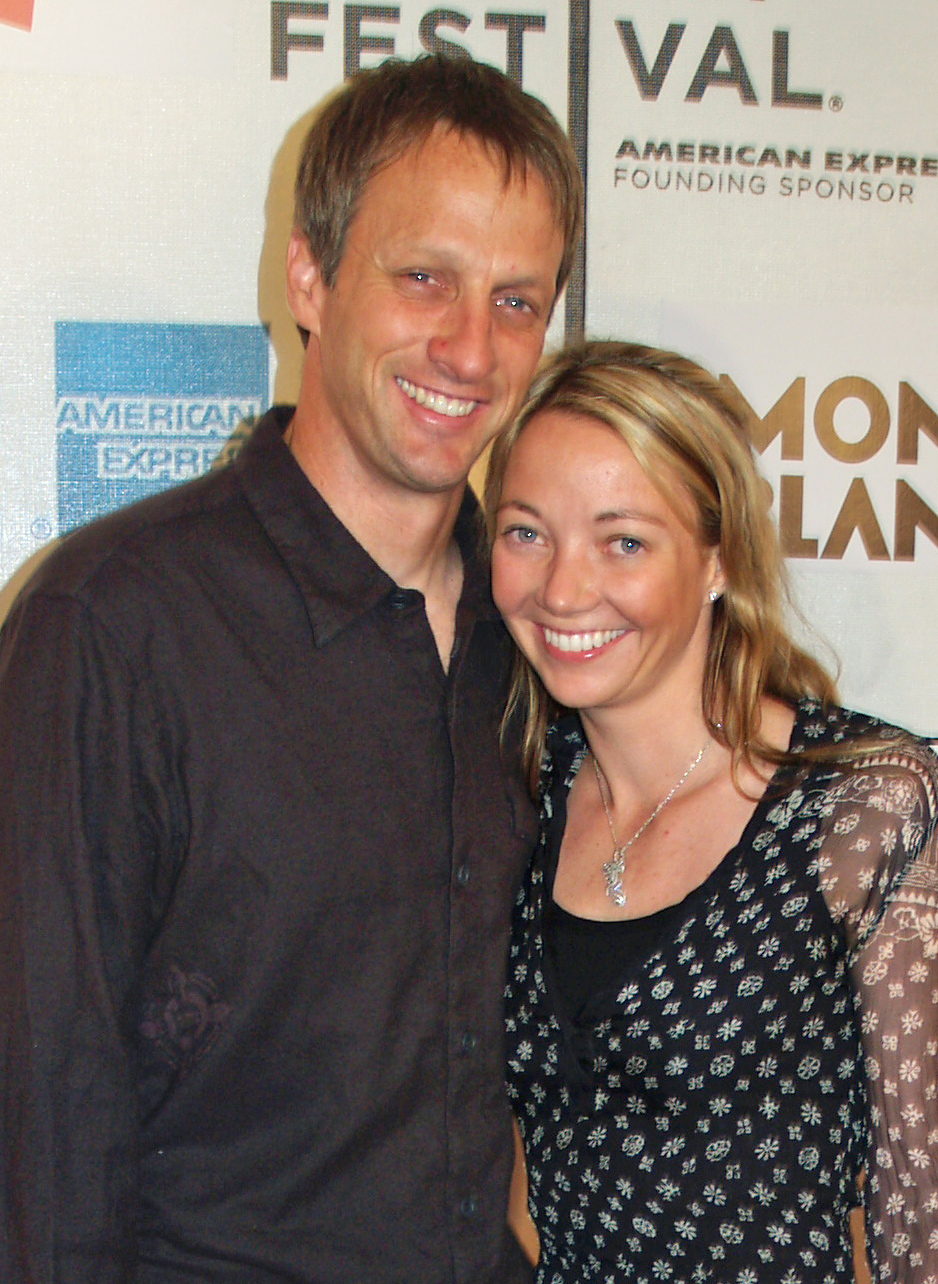
Lhotse Merriam mit ihrem damaligen Ehemann Tony Hawk (2007)

Lhotse Clover Merriam Hawk (geborene Merriam; * 18. Oktober 1972 in Eugene, Oregon) ist eine US-amerikanische Unternehmerin und ehemalige Sportfunktionärin. Sie gründete gemeinsam mit Shane McConkey die International Freeskiers Association (IFSA) und arbeitete später mit Tony Hawk.

## Biografie
Lhotse Merriam wuchs als Tochter von Hippies in Eugene auf. Ihren ungewöhnlichen Vornamen verdankt sie einer geplanten Trekkingtour ihrer Mutter zum gleichnamigen Berg, den diese aufgrund ihrer unerwarteten Schwangerschaft nicht realisieren konnte. An der Highschool war sie Cheerleaderin, begeisterte sich aber auch für Punkrock und das Skifahren. Während ihres dreijährigen Studiums an der University of California, Santa Cruz fuhr sie Rennen für das Universitätsteam.
Anstatt wie geplant auf die UC Berkeley School of Law zu gehen, zog Merriam nach Crested Butte, Colorado, wo sie zunächst als Kellnerin und Malerin tätig war. Während sie im Büro eines Immobilienmaklers arbeitete, bekam sie durch Zufall eine Anstellung als Marketing-Managerin des Skigebiets. In dieser Funktion hatte sie Kontakt zu zahlreichen professionellen Skisportlern, darunter Shane McConkey, mit dem sie 1996 die International Freeskiers Association (IFSA) gründete. Ziel der Organisation, zu deren Vizepräsidentin Merriam gewählt wurde, war es, einen Dachverband für junge, alternative Skisportarten zu bieten, Veranstaltungen zu organisieren und Lizenzen zu vergeben. Neben den US Freeskiing Open zeichnete die IFSA, die zeitweise über Niederlassungen in acht Ländern verfügte, unter anderem für das Huckfest und die Big Mountain World Tour verantwortlich. Den Wettstreit um die Freestyle-Disziplinen Skicross, Halfpipe, Big Air und Slopestyle verlor der Verband aufgrund Ressourcenmangels schließlich gegen die FIS.
Nebenbei gründete Merriam eine eigene Marketing-Agentur. Nach Niederlegung ihrer IFSA-Funktion betreute sie bei ESPN die Medienarbeit der X-Games und arbeitete danach für den Skateboarder Tony Hawk, ihren späteren Ehemann. Sie wirkte an einigen seiner Videos in den Bereichen Marketing und PR sowie Produktionsassistenz mit und gehörte dem Vorstand der gemeinnützigen Tony Hawk Foundation an. Im 2005 veröffentlichten Videospiel Tony Hawk’s American Wasteland hat sie einen Gastauftritt als sie selbst. Nach der Trennung führte sie Geschäfte für Reizwäsche und Kinderbekleidung im Großraum San Diego, war als Yogalehrerin und anderweitig unternehmerisch tätig.
1993 hatte Lhotse Merriam eine kurze Beziehung mit dem Skiprofi Seth Morrison, einem späteren Star der Szene. 2006 heiratete sie auf der Fidschi-Insel Tavarua, begleitet von ihrer Lieblingsband Rancid, Tony Hawk. 2011 wurde die Ehe wieder geschieden. Die beiden haben eine gemeinsame Tochter namens Kadence Clover.

## Filmografie
- 1996–1999: ESPN X-Games (3 Episoden, Medienarbeit)
- 1999: Gravity Games (Fernsehfilm, Sportliche Leitung)
- 2001: Tony Hawk’s Gigantic Skatepark Tour (Fernsehserie, Marketing und PR)
- 2003: Boom Boom Huck Jammed (Fernsehfilm, Produktionsmitarbeit)
- 2003: Peak Experience (Extra, uncredited)
- 2004: LAX (Fernsehserie, 1 Episode, uncredited)
- 2005: Tony Hawk’s Secret Skatepark Tour (Video, Pressearbeit)
- 2007: Tony Hawk’s Secret Skatepark Tour 3 (Video, Produktionsassistenz)
- 2013: McConkey (Dokumentarfilm)

## Ludografie
- 2002: ESPN International Winter Sports 2002 (Medienarbeit)
- 2005: Tony Hawk’s American Wasteland (Stimme)